# JUST LIKE THIS 2015
『JUST LIKE THIS 2015』（ジャスト・ライク・ディス・にせんじゅうご）は、SPYAIRの6作目の映像作品。2016年1月13日にSony Music Associated Recordsからリリースされた。

## 概要
前作『SPYAIR TOUR 2013 "MILLION"』より約1年10か月ぶりのリリース。2015年8月8日に、富士急ハイランド・コニファーフォレストで開催されたSPYAIR単独1万人野外ライブ映像が収録されている。また、映像作品としては初めて初回生産限定盤と通常盤の2形態によるリリースとなっており、初回生産限定盤は三方背クリアケース仕様に加え、40ページのカラーフォトブックと、ライブの舞台裏に密着したドキュメンタリー映像、7月に『M-ON!』で放送されたSPYIARスペシャルプログラム、オフィシャルバスツアー内で上映されたお楽しみ映像「SPYAIRテレビショッピング」が収録されたボーナスDVDが付属されている。

## 収録映像

### DISC 1
1. サムライハート (Some Like It Hot!!)
  - 4thシングル表題曲
2. 現状ディストラクション
  - 12thシングル表題曲
3. Rock'n Roll
  - 7thシングルc/w曲
4. WENDY 〜It's You〜
  - 9thシングル表題曲
5. OVER
  - インディーズ自主製作アルバム『alive』収録曲
6. Last Moment
  - 2ndシングル表題曲
7. Blowing
  - 9thシングルc/w曲
8. サクラミツツキ
  - 10thシングル表題曲
9. LINK IT ALL
  - 4thシングルc/w曲
10. TO
  - インディーズ自主製作アルバム『alive』収録曲
11. My Friend
  - 1stアルバム収録曲
12. BEAUTIFUL DAYS
  - 5thシングル表題曲
13. JUST ONE LIFE
  - 13thシングル表題曲
14. 0 GAME
  - 7thシングル表題曲
15. Supersonic
  - 3rdアルバム収録曲
16. ROCKIN' OUT
  - 15thシングル表題曲
17. I want a place
  - 2ndアルバム収録曲
18. OVERLOAD
  - 3rdアルバム収録曲
19. ファイアスターター
  - 16thシングル表題曲
20. ジャパニケーション
  - 3rdシングル表題曲
21. イマジネーション
  - 14thシングル表題曲
22. JUST LIKE THIS 2015
  - 16thシングルc/w曲

#### アンコール
1. GLORY
  - 1stベストアルバム収録曲
2. SINGING
  - 1stシングルc/w曲

### DISC 2（初回生産限定盤のみ）
1. DOCUMENTALY
2. M-ON! SPECIAL「SPYAIR」〜JUST LIKE THIS 2015〜
3. SPYAIR TV SHOPPING